# Ankylohelea montana
Ankylohelea montana är en tvåvingeart som beskrevs av Meillon och Wirth 1987. Ankylohelea montana ingår i släktet Ankylohelea och familjen svidknott. Inga underarter finns listade i Catalogue of Life.